# Porcellanopagurus tridentatus
Porcellanopagurus tridentatus är en kräftdjursart som beskrevs av Thomas Whitelegge 1900. Porcellanopagurus tridentatus ingår i släktet Porcellanopagurus och familjen eremitkräftor. Inga underarter finns listade i Catalogue of Life.